# Берия, Акакий Зосимович
Акакий Зосимович Берия (1914, село Цебельда, Гумистинский участок, Сухумский округ, Кутаисская губерния, Российская империя — октябрь 1986 года, село Дранда, Гульрипшский район, Абхазская АССР, Грузинская ССР) — первый секретарь Сухумского и Гагрского райкомов КП(б) Грузии, Герой Социалистического Труда (1951).

## Биография
Родился в 1916 году в крестьянской семье в селе Цебельда Сухумского округа.
В 1936 году окончил Сухумский государственный педагогический техникум. в последующем обучался в Сухумском педагогическом институте (09.1939-07.1941) и на заочном отделении ВПШ при ЦК КПСС.
С августа 1936 по август 1938 года — учитель средней школы в с. Бабушеры Сухумского района. В последующем работал инструктором Абхазского обкома комсомола (август 1938 — сентябрь 1939). С сентября 1939 по июль 1941 года обучался в Сухумском педагогическом институте (окончил два курса). В июле 1941 года призван в Красную Армию. Служил рядовым 10-го полка связи, политработником 121-го полка связи, Закавказский ВО. Член ВКП(б) с 1941 года.
В декабре 1943 года демобилизовался и возвратился в Грузию. До февраля 1944 года проживал в селе Цебельда Гульрипшского района.
С февраля по сентябрь 1944 года — заведующий сектором кадров с.-х. и заготовительных органов Сухумского обкома КП(б) Грузии. Затем — заместитель заведующего отделом кадров Сухумского обкома КП(б) Грузии (сентябрь 1944 — октябрь 1947), секретарь по кадрам Сухумского горкома КП(б) Грузии (октябрь 1947 — сентябрь 1948).
В сентябре 1948 года избран первым секретарём Сухумского райкома партии (предшественник — Герой Социалистического Труда Варлам Мелитонович Дзадзамия). Занимался развитием сельского хозяйства в Сухумском районе. Благодаря его руководству сельскохозяйственные предприятия Сухумского района в 1949 году перевыполнили в целом по району плановый сбор цитрусовых плодов на 55 %. Указом Президиума Верховного Совета СССР от 19 апреля 1951 года удостоен звания Героя Социалистического Труда в «за перевыполнение плана сбора урожая сортового зелёного чайного листа, цитрусовых плодов и винограда в 1949 году» с вручением ордена Ленина и золотой медали «Серп и Молот» (№ 5838).
Этим же Указом званием Героя Социалистического Труда были награждены главный районный агроном Георгий Яковлевич Нодия, председатель Сухумского райисполкома Александр Теймуразович Аблотия и десять тружеников различных колхозов Сухумского района.
С декабря 1950 года по август 1952 года — первый секретарь Гагрского райкома партии. В последующем в органах МГБ-МВД: начальник УМГБ-УМВД Кутаисской области 08.1952-05.1953; в распоряжении МВД ГССР 05.-04.07.1953; уволен в запас с 04.07.1953. Звание: майор ГБ (26.08.1952).
С мая 1953 года — первый секретарь Ткварчельского горкома КП Грузии, затем — директор Сухумского горпромкомбината (ноябрь 1953 — ноябрь 1955), директор кирпично-черепичного завода а Сухуми (ноябрь 1955 — мая 1963), мастер Лечкопского кирпичного завода в Сухуми (апрель 1964 — апрель 1965), директор комбината по производству бытового оборудования в Сухуми (апрель — июль 1972), начальник управления бытового обслуживания Гульрипшского района в селе Мачара (июль 1965 — январь 1972).
С января 1972 г. персональный пенсионер. Работал заведующим отделом соцобеспечения Гульрипшского района, с. Дранда.
Умер в октябре 1986 года в селе Дранда.